# 경시청
경시청(일본어: 警視庁 게이시초[*])은 일본 도쿄도를 관할하는 경찰 본부이다. 도쿄 도내 경찰서 102곳을 관할하며, 2018년 기준으로 소속 경찰관은 총 46,581명이다.

## 개요
도쿄도 공안위원회의 관리 아래 '수도 경찰의 본부로서 경시청을 둔다.'(일본 경찰법 47조 1항)에 따라 설치되었다. 경시 총감이 경시청의 사무를 통괄하지만 공식적인 급여 지불권자는 도쿄 도 지사이다. 다른 도도부현 경찰들이 경찰청과 지방 자치 단체 사이에 있는 것과 달리, 광대한 면적을 가지고 있는 홋카이도 경찰과 함께 일본 경찰청의 직접 감독하에 있다.
명칭을 다른 도도부현 경찰 본부와 같은 '도쿄 도 경찰 본부'라고 하지 않는 것은 일본의 수도인 도쿄를 관할하기 때문이다. 또, 일본 황족의 경호, 입법부와 사법부 등 행정 기관, 주일 대사관, 여타 경비, 내각총리대신, 다른 요인들의 경호도 관할하고 있기 때문이기도 하다. 파리, 런던의 수도 경찰 관서 호칭도 일본에서 번역하는 경우 '경시청'이라 한다.
현재 청사는 지요다구 가스미가세키에 위치하고 있다. 흔히 '본청'이라고 불린다.

## 연혁
- 1874년 1월 15일 : 도쿄 경시청이라는 이름으로 창설되었다.
- 1931년 : 경시청 본부 청사가 준공된다.
- 1932년 1월 8일 : 항일운동가 이봉창이 그곳에서 쇼와 천황에게 폭탄을 투척한다.
- 1947년 1월 1일 : 황궁경찰부(皇宮警察部)가 설치된다.
- 1948년 3월 : 황궁경찰부를 국가 지방 경찰 본부로 이관한다.
- 1948년 5월 25일 : 경시청 예비대를 발족한다.
- 1954년 7월 1일 : 일본 경찰법의 제정에 따라 자치제 경찰과 통합해 지금의 체제가 된다.
- 1957년 4월 1일 : 예비대를 기동대로 개칭한다.
- 1977년 청사이전을 위해 '물산관'을 임시청사로 사용한다.(1980년까지)
- 1980년 : 현재의 경시청 본부 청사를 준공한다.
- 2007년 : 52년동안 쓰고 있던 경찰차 디자인을 P O L I C E 반사판과 경찰 신분증의 휘장을 새긴 형태로 변경하였다. 도쿄 마라톤 2007부터 사용되어 그 지역과와 교통기동대 등의 순찰차를 순차적으로 새로운 디자인으로 변경하고 있다.

## 예산
경시청 운영 비용은 다른 도도부현 경찰과 같게 경찰법 37조와 경찰법 시행령 2조와 3조의 규정에 따라 국가가 지불 또는 보조한다. 그 이외의 것에 대해서는 도쿄 도가 지불한다.

## 인사
경시청에서 경시정 이상의 경찰관(지방 경무관)의 임명은 일본 경찰법 규정에 따라 국가공안위원회가 하지만 도쿄 도 공안 위원회의 동의를 얻어 실시한다(이 때, 경찰청이 보좌 한다.). 경시 총감의 임명에 대해서는 내각총리대신의 승인이 필요하다.
경시 이하의 경찰관에 대해서는 경시 총감이 도쿄 도 공안 위원회의 자문에 따라 임명한다. 경부 이상의 경찰관에 대한 인사는 경무부 인사 제1과가, 경부보 이하의 경찰관에 대한 인사는 인사 제2과가 담당하고 있다.

## 규모
경시청은 대도시인 도쿄를 관할하는 경찰이기 때문에 소속 경찰관과 직원의 인원, 예산액은 일본에서 최대의 규모이다.

### 소속 경찰관
현재 경찰관은 헤이세이 20년 (2008년) 1월 1일 기준으로 42,984명이며, 사무 직원 및 기술 직원은 2,841명이다.

### 관리직
경시청은 도쿄 도의 경찰 기관이지만 중요한 부문의 관리직 대부분이 국가 공무원 채용 1종 시험에 합격한 사람들이 차지하고 있다. 즉, 경찰 국가 공무원 채용 1종 시험에 합격한 사람들은 경찰청으로 가게 되는데 이 경찰 국가 공무원 채용 1종 시험에 합격자 중, 경찰청에서 나와 경시청으로 가는 경우가 비일 비재하다. 이들을 소위 '출향자'(出向者)로 부른다.

## 조직
경시청 본부에는 경시 총감과 부총감의 감독 아래, 9개의 '부'와 1개의 '범죄 억제 대책 본부'가 있다.
- 총무부
- 경무부
- 교통부
- 경비부
- 지역부
- 공안부
- 형사부
- 생활 안전부
- 조직범죄 대책부
- 범죄 억제 대책 본부

- 경시청 경찰학교: 도쿄도 후추시에 설치되어 있다. 메이지 12년에 설치되어 계속 이전되오다 2001년 8월 6일에 후추시로 이전해 현재에 이르고 있다. 경시청 경찰관의 초임 연수를 실시하는 기관으로서 상급 간부 교육을 실시하는 경찰 대학교와 인접하고 있다.

### 공안부
- 공안총무과
- 공안 1과：신 좌익대책담당
- 공안 2과：혁명마르크스파, 노동조합, 조직범죄대책담당
- 공안 3과：우익대책담당
- 공안 4과：자료관리담당
- 외사 1과：아시아 이외의 외국인의 첩보활동대책담당
- 외사 2과：아시아권 외국인의 첩보활동대책담당
- 외사 3과：국제 테러리즘대책담당
- 외사 4과
- 공안기동수사대

## 같이 보기
- 시큐리티 폴리스